# مونتان
بلدية مونتان (بالإسبانية: Montán)‏، هي إحدى بلديات مقاطعة كاستيلون التي تقع في منطقة بلنسية، في شرق إسبانيا.
يبلغ عدد سكانها 380 نسمة وفقاً لإحصائية سنة (2006).